# Bolong Zheng
Bolong Zheng (Shaanxi, 12 de diciembre de 1989) es un jugador de baloncesto chino que juega de base y forma parte de la plantilla del Club Baloncesto Lucentum Alicante de la Liga LEB Oro.

## Trayectoria deportiva
Es un jugador formado en la liga universitaria de su país natal, antes de llegar a España para formar parte de las plantillas de Amics del Bàsquet Castelló y CB Vinarós.
En la temporada 2016-17, forma parte de Kitsap Admirals, un club semi-profesional de baloncesto estadounidense.
El 29 de noviembre de 2017, firma por el Movistar Estudiantes para jugar en su filial de Liga EBA, durante dos temporadas.
En la temporada 2021-22, ingresa en la estructura del Baloncesto Fuenlabrada para jugar en el equipo de Liga EBA, además de participar en entrenamientos con el primer equipo de Liga Endesa.
El 27 de marzo de 2022, hace su debut con Baloncesto Fuenlabrada en Liga Endesa, donde Zheng disputó 2 minutos y 14 segundos, en una derrota frente al Real Madrid por 92 a 77 en la jornada 25 de liga de la temporada 2021-22, llegando a anotar un triple y convirtiéndose en el primer chino en debutar y anotar en la Liga ACB.
El 24 de agosto de 2023, firma por el Club Ourense Baloncesto de la Liga LEB Oro.
El 12 de enero de 2024 se produce su debut frente a Real Valladolid Baloncesto recibiendo una estruendosa ovación a la hora de ingresar a pista, disputando un total de 2 minutos y realizando 1 asistencia. 
El 19 de agosto de 2024, firma por el Club Baloncesto Lucentum Alicante de la Liga LEB Oro.